# José Millán-Astray
José Millán-Astray y Terreros (Corunha, 5 de Julho de 1879 – Madrid, 1 de Janeiro de 1954) foi um militar espanhol, fundador da Legião Espanhola e da Rádio Nacional de Espanha.

## Biografia

### Primeiros anos
José Millán-Astray queria ser militar, mas o seu pai, advogado com inclinações literárias, pressiona o jovem para estudar Direito. Finalmente, em 1894, ingressa na Academia de Infantaria de Toledo, graduando-se antes de completar 17 anos, servindo depois como 2.º tenente num regimento de infantaria de Madrid.
Em 1896 ingressa na Escola Superior de Guerra, mas interrompe os seus estudos para seguir como voluntário num batalhão expedicionário para as Filipinas, durante a Revolução Filipina — conflito entre o povo filipino e as autoridades coloniais espanholas, que resultaria na secessão das Filipinas da Espanha. Nessa expedição, Millán-Astray distingue-se como militar, especialmente na defesa da povoação de San Rafael, onde, com apenas 17 anos, comandou 30 homens contra dois mil rebeldes.

### Carreira militar
No seu regresso a Espanha reingressa na Escola Superior de Guerra e obtém o Diploma de Estado Maior. Em 1905 era capitão e em 1910 era professor na Academia de Infantaria de Toledo. Foi convidado para oficial do Estado Maior mas recusou, alegando que queria combater em África e, em 1912, foi enviado para Marrocos como oficial dos recentemente criados Regulares Indígenas. 
Millán-Astray ambiciona criar um corpo de elite de voluntários estrangeiros, para combater nas guerras do Norte de África, à semelhança da Legião Estrangeira Francesa e, em 1919 vai à França e à Argélia estudar o funcionamento deste corpo do exército francês. A Legião foi criada por Decreto Real de 28 de Janeiro de 1920, com o nome de Tercio de Extranjeros (Terço de Estrangeiros). O tenente-coronel Millán-Astray foi o seu primeiro comandante, sendo seu adjunto Francisco Franco. Foi o próprio Millán-Astray quem deu a esta nova unidade o seu estilo muito particular e criou a sua mística, tornou famosas as divisas “¡Viva la muerte!” (Viva a morte!) e “¡A mí la Legión!” (A mim a Legião!).
Em 1924 é enviado à academia militar francesa de Saint-Cyr e à academia de infantaria de Saint-Maixent.
Foi ferido por 4 vezes na guerra de Marrocos. Em 1924, perde o braço esquerdo e, em 1926, o olho direito, ficando com a alcunha de Glorioso mutilado. Tornou-se uma figura muito popular, não só pelos seus feitos e pela sua personalidade intolerante e muito particular, mas também pelo seu aspecto, aparecendo em público de tapa-olho preto e luva branca na mão direita. Em 1927 foi promovido a general de brigada e afastado do comando da Legião, sendo nomeado seu coronel honorário permanente.
Em 1928 e 1929 foi o general comandante do distrito de Ceuta-Tetuán, em 1930 foi colocado no Ministério de la Guerra e em 1932 foi passado à reserva como general.
Depois de deixar o serviço activo fez digressões e deu conferências em vários países hispano-americanos, Estados Unidos, França e Itália.

### Guerra Civil
Esteve envolvido em muitos episódios da política espanhola, militando sempre na extrema-direita, desde o levantamento militar de 1936, que iniciou a Guerra Civil Espanhola, atuando ao lado dos nacionalistas. Durante a Guerra Civil, Millán-Astray teve um papel secundário no exército sublevado contra a II República Espanhola. Atuou sobretudo na propaganda e em missões de representação do governo de Franco.
Ficou célebre a sua altercação com Miguel de Unamuno, em presença de várias personalidades falangistas, na Universidade de Salamanca, durante a celebração da Festa da Raça, em 12 de outubro de 1936, em plena Guerra Civil.
Em 1937 Millán-Astray foi nomeado director-geral do Corpo de Mutilados de Guerra.
Organizou em Salamanca o departamento do Estado de Imprensa e Propaganda, do qual foi director. Diz-se que dirigia o departamento de imprensa como um quartel, submetendo os jornalistas à mesma disciplina que o tornou famoso na Legião. 

### Últimos anos e legado
Como conferencista e comentarista radiofónico durante a Guerra Civil, foi um dos instigadores da ascensão de Franco a chefe de Estado do governo de Burgos (sede da Junta de Defesa Nacional) em 1936 e um dos criadores do mito de Franco como caudilho. Em 1943, Franco recompensou a lealdade de Millán-Astray nomeando-o procurador às Cortes. 
Apaixonado pela poesia japonesa, declarava-se tradutor da versão inglesa do Bushido — o "caminho do guerreiro", código de guerra dos samurais — embora seja mencionada a "colaboração" de Luis Álvarez de Espejo na tradução. Escreveu La Legión, um livro de memórias. 
Dono de uma personalidade extravagante e de uma certa propensão a fazer brincadeiras grosseiras, chauvinistas e autoelogiosas, Millán-Astray exibia, tanto dentro como fora do campo de batalha, atitudes frequentemente descritas como irresponsáveis, impulsivas e cruéis, mesmo para os padrões dos chamados "africanistas" — oficiais linha-dura envolvidos nos vários anos de guerras coloniais. A avaliação do seu legado ainda suscita alguma controvérsia e ora tende à apologia escancarada, ora a considerá-lo como um modelo grotesco dos horrores da Guerra Civil Espanhola e dos primeiros anos de Espanha franquista.

### Morte
Morreu de doença cardíaca, em 1954, quase esquecido, sendo director-geral do Benemérito Corpo de Cavaleiros Mutilados de Guerra pela Pátria. Está sepultado em Madrid, no cemitério de Almudena, com o seguinte epitáfio: "D. José Millan-Astray y Terreros, Cavaleiro Legionário. Por Deus e pela Pátria".